# Hereweg 1 (Groningen)
Hereweg 1 is een bouwwerk in de stad Groningen. Het ligt aan het begin van de Hereweg, naast het Herewegviaduct. Samen met de panden Hereweg 3 en 5 is het bekend onder de naam Glaudé-panden of Glaudé-locatie, genoemd naar rijwielhandel Glaudé, die er meer dan 50 jaar gevestigd was.
Oorspronkelijk stond op de plek van Hereweg 1 een theekoepel, vergelijkbaar met Hereweg 2 en de Scholtenskoepel aan de andere kant van de Hereweg.  Deze koepel werd gebouwd in opdracht van burgemeester Lucas Trip. Nadat de verdedigingswerken van de stad hun betekenis verloren maakten welgestelde Groningse families van de gelegenheid gebruik om net buiten de stad tuinkoepels te bouwen, waar zij ongestoord konden verpozen. Zo verrezen er aan de Hereweg vier tuinkoepels.
Het oudste gedeelte van het huidige pand is gebouwd rond 1862. Daarmee is het een van de oudste bewaard gebleven gebouwen aan de Hereweg. Alleen Hereweg 2 en Hereweg 4 zijn ouder.
Het pand werd gerealiseerd naast de theekoepel en was bedoeld als zomerhuis voor de ongetrouwde zussen jkvr. Anna Jacoba (1825-1907) en jkvr. Lea Clasina Johanna Alberda van Ekenstein (1826-1915) — achterkleindochters van Lucas Trip — die in de binnenstad van Groningen woonden. In 1885 werd het verkocht aan uitgever Popko Noordhoff. Hij en zijn gezin gebruikten het oorspronkelijk ook als buitenverblijf, maar al snel ontstond het idee om er permanent te gaan wonen. Daarvoor heeft tussen 1887 en 1888 een flinke uitbreiding plaatsgevonden. De theekoepel werd gesloopt, maar aan de stadskant van het huis kwam daar een nieuwe koepel voor terug. De uitbreiding werd ontworpen door de architecten P.M.A. Huurman en J.C. Wegerif.
Na het overlijden van Noordhoff in 1903 en zijn weduwe in 1920 werd het pand verkocht aan rijwielhandelaar Hendrik Weits. Weits liet het in 1926 uitbreiden met een garage en bovenwoning aan de stadskant. De theekoepel werd bij deze verbouwing een stuk ingekort. In 1933 nam de firma Glaudé het pand over. Jaren later, in 1953, onderging het winkelgedeelte nog een flinke verbouwing onder leiding van architect J.A. Boer. Rijwielhandel Glaudé bleef er daarna gevestigd, totdat de zaak in 1985 stopte.
In 1989 werden de Glaudé panden aangekocht door de gemeente Groningen met het idee om ze te slopen. De plannen waar de sloop voor nodig was gingen echter niet door. In afwachting van nieuwe ontwikkelingen kregen de panden anti-kraak bewoners. Doordat er nog maar zeer minimaal onderhoud werd verricht, raakten ze steeds meer in verval. Begin deze eeuw ontstonden er nieuwe plannen voor de realisatie van kantoren op de Glaudé locatie, maar ook dit ging niet door. Hierna besloot de gemeenteraad om de panden voorlopig te laten staan en kregen ze een kleine opknapbeurt. In 2011 bevestigde de gemeente nogmaals dat sloop op termijn de enige optie zou zijn. Een en ander hing samen met de tramplannen. Toen deze echter in 2014 werden afgeblazen verviel dit argument. In de tussentijd verloederden de panden steeds verder. In 2017 oordeelde architect Hans van der Heijden na een onderzoek in opdracht van de gemeente dat de panden toch konden worden behouden. In 2021 besloot de gemeente uiteindelijk om -als onderdeel van de plannen voor het stationsgebied- alsnog in te zetten op het behoud van de panden, al wordt vooralsnog wel ingezet op het slopen van het aangrenzende pand Oude Stationsweg 1-3 omdat de restauratie van de panden miljoenen gaat kosten.